# Yanina Sokolova
Yanina Sokolova (en ucraniano: Яніна Михайлівна Соколова; Zaporiyia, RSS de Ucrania; 6 de marzo de 1984) es una periodista, actriz y presentadora de televisión ucraniana. Trabaja como el anfitrión del programa «Rendevous», «programas de Cine», «Vergüenza!» y «Anochecer con Yanina Sokolova» en los canales estatales 4 y 5 de Ucrania además de YouTube. Es la autora del proyecto multimedia «Ya, Nina», basado en acontecimientos reales de su vida. Es la fundadora de la fundación «Varto Zhyty», que ayuda a personas a superar el cáncer.